# Studio gallskrik
Studio gallskrik är en musikinspelningsstudio i Norsesund i Sverige. Studion har bland annat använts av Lotta Engberg, Christer Sjögren och Towe Widerbergs samt Berth Idoffs.

### Fotnoter
1. ↑  ”Lotta redo för allsången”. Göteborgsposten. 22 juni 2009. Arkiverad från originalet den 27 december 2014. https://web.archive.org/web/20141227181546/http://www.gp.se/kulturnoje/1.86215-lotta-redo-for-allsangen?m=print. Läst 27 december 2014.
2. ↑  ”Christer Sjögren sjunger Sinatra”. Danslogen. 6 februari 2014. http://www.danslogen.se/nyhet/4332. Läst 27 december 2014.
3. ↑  Michael Nystås (24 februari 2004). ”Så här bra har Towe Widerberg aldrig låtit”. Aftonbaldet. http://www.aftonbladet.se/nojesbladet/kronikorer/article10435838.ab. Läst 27 december 2014.
4. ↑  ”Studio gallskrik”. Svensk mediedatabas. http://smdb.kb.se/catalog/search?q=%22Studio+gallskrik%22+typ%3Afonogram&sort=OLDEST. Läst 27 december 2014.